# Ernesto Sota
Ernesto Sota (* 11. Dezember 1896 in Orizaba, Veracruz; † 25. Mai 1977) war ein mexikanischer Fußballspieler, -trainer und -funktionär. Er wirkte bei den Olympischen Sommerspielen 1928 in Amsterdam mit, wo er in den Spielen gegen Spanien (1:7) und Chile (1:3) das Trikot seines Heimatlandes trug und den Ehrentreffer gegen Chile erzielte. 
Der Stürmer war Torschützenkönig der Primera Fuerza mit 10 Treffern in der Saison 1924/25 sowie noch einmal in der Spielzeit 1927/28 mit 16 Toren. Im selben Zeitraum (1925 bis 1928) wurde er mit dem Club América viermal in Folge mexikanischer Meister. 
Seine Brüder Isidoro und Jorge trugen ebenfalls das América-Trikot und wurden auch in die Nationalmannschaft berufen. Torwart Isidoro Sota gehörte zum Kader der Nationalmannschaft bei der ersten WM 1930 in Uruguay, wo er ein Spiel gegen Chile (0:3) absolvierte. Mittelfeldspieler Jorge Sota wurde in der Saison 1929/30 Torschützenkönig der Primera Fuerza mit 12 Treffern und absolvierte zwei Qualifikationsspiele zur WM 1934 gegen Kuba, die mit 5:0 und 4:1 gewonnen wurden. Im ersten Spiel am 11. März 1934 erzielte er den Führungstreffer. 
Von 1934 bis 1937 war Ernesto Sota Präsident des Club América und darüber hinaus trainierte er den Verein 1935 kurzfristig, als der langjährige Trainer Rafael Garza Gutiérrez (1933–1941) vorübergehend nicht zur Verfügung stand. 